# HTML+TIME
HTML+TIME (Timed Interactive Multimedia Extensions) war die Bezeichnung für eine Einreichung an das W3C von den Unternehmen Microsoft, Compaq/DEC und Macromedia, welche die Integration von SMIL-Semantiken in HTML und CSS zum Thema hatte. Die Einzelheiten der Integration wurden nach der Einreichung in bedeutendem Umfang durch Arbeitsgruppen des W3C verändert und trat schließlich als W3C-Anmerkung XHTML+SMIL in Erscheinung. Die Einreichung schlug außerdem neue Animations- und Zeitgebungsfunktionen vor, welche (mit Änderungen) in SMIL 2.0 Einzug fanden.
Microsoft modifizierte die hauseigene Implementation im IE 5.5, so dass es zum größten Teil der W3C-Anmerkung entsprach, verwendet jedoch weiterhin den Namen HTML+TIME, zur Bezeichnung der entsprechenden Funktionen.